# Вярвель
Вярвель — деревня Ковылкинского района Республики Мордовия в составе Токмовского сельского поселения. 

## География
Находится на расстоянии примерно 13 километров по прямой на восток от районного центра города Ковылкино.

## История
Известна с 1614 года. В 1869 году учтена как владельческая деревня Инсарского уезда из 56 дворов, определенное время помещиками были татары, а крепостные крестьяне русские, позже, после запрета владения иноверцам православными крепостными, татары покинули деревню.

## Население
Постоянное население составляло 131 человек (русские 87%) в 2002 году, 73 в 2010 году .